# Tercera divisió espanyola de futbol 2008-2009
La temporada 2008/09 és la 72a edició de la Tercera Divisió. Començà el 30 d'agost de 2008 i finalitzà el 17 de maig de 2009.
Aquest torneig va ser organitzat per les diferents federacions autonòmiques de futbol, coordinats per la Reial Federació Espanyola de Futbol (RFEF). El van disputar un total de 361 equips, dividits per comunitats autònomes en 18 grups de 20 equips cadascun, tot i que alguns grups tenen 19 o 21 equips.

## Equips participants dels Països Catalans, temporada 2008-09
Els equips del Principat, del País Valencià i de les Illes estan enquadrats als grups 5, 6 i 11, respectivament. La UE Fraga milita al grup 17, juntament amb la resta d'equips aragonesos.

### Grup 5 (Catalunya)
| Equip            | Nom oficial                            | Fundació | Població                   | Comarca            | Província |
| ---------------- | -------------------------------------- | -------- | -------------------------- | ------------------ | --------- |
| Amposta          | Club de Futbol Amposta                 | 1915     | Amposta                    | el Montsià         | Tarragona |
| Balaguer         | Club de Futbol Balaguer                | 1945     | Balaguer                   | la Noguera         | Lleida    |
| Banyoles         | Club Deportiu Banyoles                 | 1913     | Banyoles                   | el Pla de l'Estany | Girona    |
| Blanes           | Club Deportiu Blanes                   | 1913     | Blanes                     | la Selva           | Girona    |
| Cassà            | Unió Deportiva Cassà                   | 1946     | Cassà de la Selva          | el Gironès         | Girona    |
| Cornellà         | Unió Esportiva Cornellà                | 1951     | Cornellà de Llobregat      | el Baix Llobregat  | Barcelona |
| Espanyol B       | Reial Club Deportiu Espanyol B         | 1994     | Sant Adrià de Besòs        | el Barcelonès      | Barcelona |
| Europa           | Club Esportiu Europa                   | 1907     | Barcelona, barri de Gràcia | el Barcelonès      | Barcelona |
| L'Hospitalet     | Centre d'Esports L'Hospitalet          | 1957     | L'Hospitalet de Llobregat  | el Barcelonès      | Barcelona |
| Manlleu          | Agrupació Esportiva i Cultural Manlleu | 1933     | Manlleu                    | Osona              | Barcelona |
| Mataró           | Club Esportiu Mataró                   | 1939     | Mataró                     | el Maresme         | Barcelona |
| Palamós          | Palamós Club de Futbol                 | 1898     | Palamós                    | el Baix Empordà    | Girona    |
| Pobla de Mafumet | Club de Futbol La Pobla de Mafumet     | 1953     | La Pobla de Mafumet        | el Tarragonès      | Tarragona |
| Prat             | Associació Esportiva Prat              | 1945     | El Prat de Llobregat       | el Baix Llobregat  | Barcelona |
| Premià           | Club Esportiu Premià                   | 1915     | Premià de Mar              | el Maresme         | Barcelona |
| Rapitenca        | Unió Esportiva Rapitenca               | 1930     | Sant Carles de la Ràpita   | el Montsià         | Tarragona |
| Reus Deportiu    | Club de Futbol Reus Deportiu           | 1909     | Reus                       | el Baix Camp       | Tarragona |
| Santboià         | Futbol Club Santboià                   | 1908     | Sant Boi de Llobregat      | el Baix Llobregat  | Barcelona |
| Vilajuïga        | Unió Esportiva Miapuesta Vilajuïga     | 2007     | Vilajuïga                  | l'Alt Empordà      | Girona    |
| Vilanova         | Club de Futbol Vilanova i la Geltrú    | 1944     | Vilanova i la Geltrú       | el Garraf          | Barcelona |

#### Classificació
|                   |     | Classificació 2010-2011 | Pts | J  | G  | E  | P  | GF | GC | DG  |                              |
| ----------------- | --- | ----------------------- | --- | -- | -- | -- | -- | -- | -- | --- | ---------------------------- |
| Promoció · Ascens | 1.  | RCD Espanyol B          | 83  | 38 | 24 | 11 | 3  | 84 | 26 | +58 | Promoció d'ascens a Segona B |
| Promoció          | 2.  | CF Reus Deportiu        | 79  | 38 | 23 | 10 | 5  | 76 | 37 | +39 | Promoció d'ascens a Segona B |
| Promoció          | 3.  | CE L'Hospitalet         | 76  | 38 | 21 | 13 | 4  | 63 | 28 | +35 | Promoció d'ascens a Segona B |
| Promoció          | 4.  | FC Santboià             | 66  | 38 | 18 | 12 | 8  | 57 | 39 | +18 | Promoció d'ascens a Segona B |
|                   | 5.  | AEC Manlleu             | 64  | 38 | 19 | 7  | 12 | 61 | 41 | +20 |                              |
|                   | 6.  | CE Premià               | 64  | 38 | 18 | 10 | 10 | 70 | 53 | +17 |                              |
|                   | 7.  | CF Vilanova i la Geltrú | 55  | 38 | 14 | 13 | 11 | 64 | 49 | +15 |                              |
|                   | 8.  | AE Prat                 | 55  | 38 | 15 | 10 | 13 | 46 | 45 | +1  |                              |
|                   | 9.  | CF Pobla de Mafumet     | 52  | 38 | 14 | 10 | 14 | 55 | 62 | -7  |                              |
|                   | 10. | CF Amposta              | 49  | 38 | 13 | 10 | 15 | 62 | 66 | -4  |                              |
|                   | 11. | CE Europa               | 48  | 38 | 13 | 9  | 16 | 52 | 55 | -3  |                              |
|                   | 12. | UE Cornellà             | 48  | 38 | 12 | 12 | 14 | 47 | 59 | -12 |                              |
|                   | 13. | UD Cassà                | 46  | 38 | 10 | 16 | 12 | 47 | 52 | -5  |                              |
|                   | 14. | UE Rapitenca            | 43  | 38 | 11 | 10 | 17 | 44 | 55 | -11 |                              |
|                   | 15. | CD Blanes               | 42  | 38 | 10 | 12 | 16 | 58 | 73 | -15 |                              |
|                   | 16. | Palamós CF              | 40  | 38 | 10 | 10 | 18 | 46 | 67 | -21 |                              |
|                   | 17. | CF Balaguer             | 39  | 38 | 10 | 9  | 19 | 49 | 58 | -9  |                              |
| Descens           | 18. | CE Mataró               | 36  | 38 | 8  | 12 | 18 | 44 | 68 | -24 | Descens a Primera Catalana   |
| Descens           | 19. | UEM Vilajuïga(1)        | 31  | 38 | 7  | 10 | 21 | 42 | 79 | -37 | Descens a Primera Catalana   |
| Descens           | 20. | CD Banyoles             | 17  | 38 | 3  | 8  | 27 | 28 | 83 | -55 | Descens a Primera Catalana   |

* (1) La UEM Vilajuïga és l'equip resultant del trasllat de la Unió Esportiva Miapuesta Castelldefels, que havia jugat a Segona B la temporada anterior, a la localitat de Vilajuïga.